# Bonguéra
vbb
Bonguéra est une localité du centre de la Côte d'Ivoire, et appartenant au département de M'bahiakro, Région du N'zi-Comoé. La localité de Bonguéra est un chef-lieu de commune.